# Xã Ellis, Quận Cross, Arkansas
Xã Ellis (tiếng Anh: Ellis Township) là một xã thuộc quận Cross, tiểu bang Arkansas, Hoa Kỳ. Năm 2010, dân số của xã này là 495 người.